# Bataille de Łopuszno
raids esclavagistes criméen-nogaï
La bataille de Lopuszno est un conflit qui repoussait les incursions tatares qui menaçaient le sud de la Pologne et de la Lituanie en 1512. La bataille eu lieu à Lopuszno, proche de Vychnivets actuellement en Ukraine.